# Corps Thuringia Jena
Das Corps Thuringia Jena ist eine pflichtschlagende und farbentragende Studentenverbindung im Kösener Senioren-Convents-Verband (KSCV). Das Corps vereint Studenten und Alumni der Friedrich-Schiller-Universität, der Ernst-Abbe-Fachhochschule und ehemalige Studenten der Universität Hamburg. Die Corpsmitglieder werden Jenenser Thüringer oder wie von alters her Jenschthüringer genannt.

## Couleur und Wahlspruch
Als Couleur tragen die Thüringer schwarz-kardinalsrot-weiß mit silberner Perkussion. Als regionale Besonderheit zählen die Studentenverbindungen in Jena und Halle an der Saale ihre Farben von unten nach oben. Die Studentenmütze ist schwarz. Das Fuchsband ist kardinalsrot-weiß-kardinalsrot.
Der Wahlspruch lautet Freiheit, Ehre, Bruderliebe! Der Wappenspruch ist Virtuti tantum floret corona!

## Geschichte

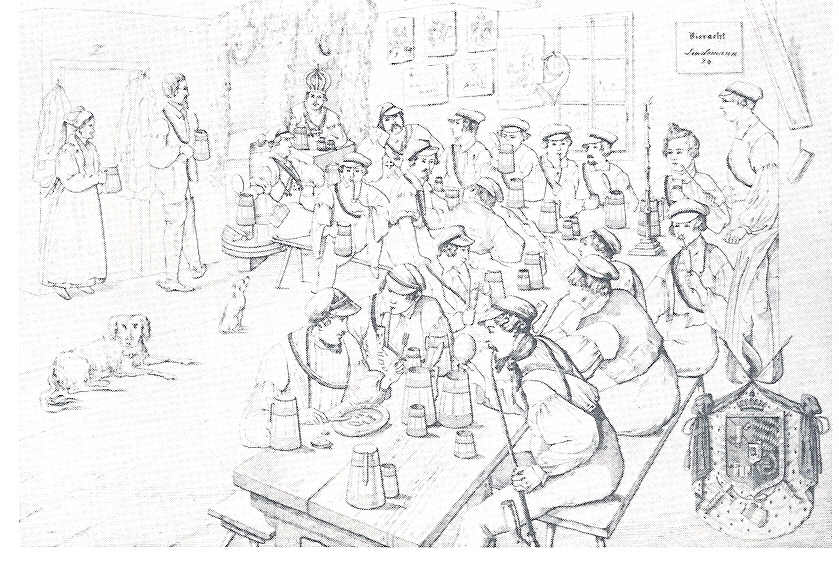
Bierherzogtum Lichtenhain

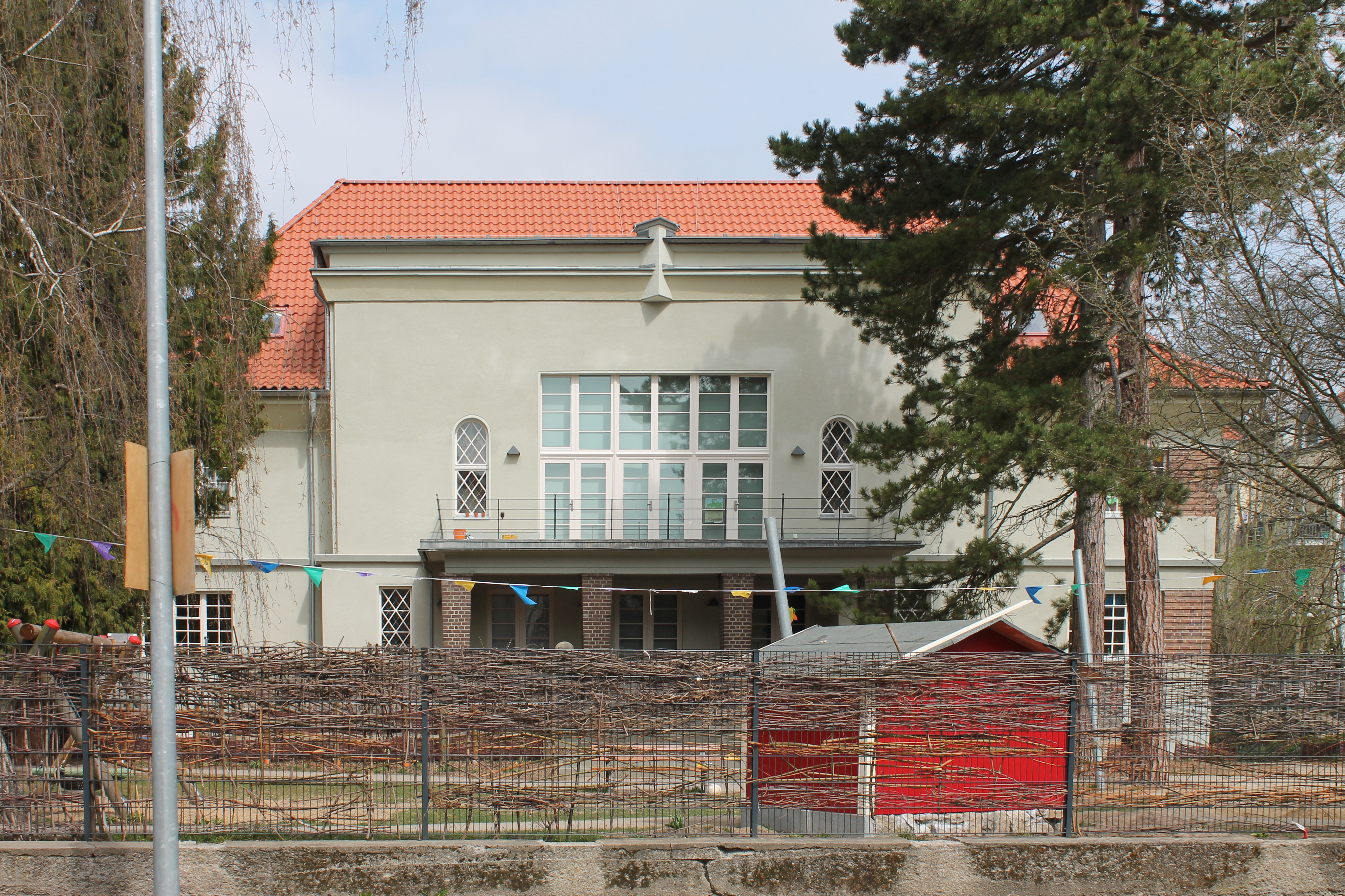
Das ehemalige Thüringerhaus in der August-Bebel-Straße

### Gründungszeit
Das Corps Thuringia wurde am 6. Juni 1820 von Studenten der Universität Jena gegründet. Es stand zur Tradition des Bierstaats und rief das berühmte Bierherzogtum Lichtenhain ins Leben. Benannt war es nach Lichtenhain (Jena), wo es abgehalten wurde.
Thuringia gehört mit dem Corps Brunsviga Göttingen zu den Begründern des schwarzen Kreises. Dass sie ihn zur Zeit des Deutschen Kaiserreichs beherrschte, zeigt sich eindrucksvoll an der Kreispolitik von Saxonia Leipzig. Thuringia und Brunsviga stehen seit 1846 in einem der ältesten Kartelle.

### Nachkriegszeit
Da in der Deutschen Demokratischen Republik sämtliche Studentenverbindungen verboten waren, musste Thuringia nach Westdeutschland verlegen. In der Nachkriegszeit war sie eines der ersten Corps, das den aktiven Betrieb wieder eröffnete, am 6. Juni 1948 im Hamburger Senioren-Convent. Im Januar 1950 gehörte sie zu den 22 Corps, die sich in der Interessengemeinschaft zusammenschlossen und die Rekonstitution des KSCV vorbereiteten. Initiiert war die IG von dem Thüringer Otto Klonz, einem Rechtsanwalt in Köln-Marienburg.
Im Sommer 1990 beschloss Thuringia als erste Studentenverbindung Deutschlands, an ihren ursprünglichen Sitz in der damals noch bestehenden DDR zurückzukehren. Sie verkaufte das Haus in Hamburg und nahm den Corpsbetrieb in Jena noch vor der Wiedervereinigung wieder auf.
Als Mitglied des Eisenacher Kartells gilt Thuringia als eines der einflussreichsten Corps im KSCV. Außerdem ist sie mit zwei angestrebten Mensuren pro Semester wohl eine der Verbindungen mit den meisten Pflichtmensuren.
1850, 1859, 1970 und 1999 stellte das Corps den Vorsitzenden des oKC. Gustav Bachus, der Königsberger Vorsitzende des oKC 1894, war auch Thüringer.

## Mitglieder
In alphabetischer Reihenfolge
- Heinrich Albert (1874–1960), Reichswirtschaftsminister 1923, Vorsitzender des Vorstandes des Norddeutschen Lloyd
- Alfred Appelius (1858–1932), Präsident des Landtages im Großherzogtum Sachsen (Sachsen-Weimar-Eisenach)
- Hugo Bach (1872–1950), Richter in Deutsch-Südwestafrika, Ministerialbeamter
- Fritz Bacmeister (1840–1889), berühmter studentischer Fechter
- Karsten Bahnson (* 1941), Studentenhistoriker
- Karl von Bardeleben (1849–1918), Professor für Anatomie an der Universität Jena, Generaloberarzt à la suite
- Adolph Baumbach (1825–1903), MdR
- Adolf Becker (1848–1922), Bürgermeister von Rostock
- Hermann Beyer (1868–1955), HNO-Arzt
- Wolfgang Bonde (1902–1945), Jurist und NS-Opfer
- Gustav Bournye (1823–1858), Landrat in Prüm
- Moritz Brückner (1807–1887), Landrat in Ohrdruf, Präsident des Landtags des Herzogtums Gotha
- Hans Danckwortt (1875–1959), Staatsanwalt und Richter
- Friedrich Deinhardt (1926–1992), Virologe
- Theodor Dependorf (1870–1915), Zahnmediziner und Hochschullehrer in Jena und Leipzig
- Axel Döhn (um 1843–1909), Landrat in Preußisch Stargard und Dirschau
- Philipp W. Fabry (* 1927), Philologe und Historiker
- Gustav Fels (1842–1922), Bürgermeister in Lehe
- Ernst Flemming (1870–1955), Bergbeamter, stellv. Aufsichtsratsvorsitzender der Preussag
- Hugo Friedrich Fries (1818–1889), MdR im Norddeutschen Bund
- Christian Gänge (1832–1909), Professor für Chemie an der Universität Jena
- Wolfgang Geißler (1904–1992), Landrat in Ziegenrück, im Sudetenland, in Ostoberschlesien und in Danzig-Westpreußen
- Werner Gercke (1885–1954), pommerscher Landesrat, Mitgründer und Direktor der Pommerschen Stadtschaft
- Christoph Görtz (1812–1889), Lübecker Reichstagsabgeordneter
- Karl Grünberg (1875–1932), Ordinarius für Hals-Nasen-Ohren-Heilkunde in Bonn
- Rudolf Hahn (1863–1934), Arzt für Haut- und Geschlechtskrankheiten, MdHB
- Carl Hauß (1875–1942), Präsident des Reichspatentamts
- Oswald Heddaeus (1912–2006), Bundesrichter
- Christian Herfarth (1933–2014), Chirurg, Lehrstuhlinhaber in Ulm und Heidelberg
- Wolfgang Herr (* 1965), Hämatologe, Lehrstuhlinhaber in Regensburg
- Karl Friedrich Heusinger (1792–1883), Mediziner
- Karl Hirsch (1870–1930), Professor für Innere Medizin
- Hans-Richard Hirschfeld (1900–1988), Botschafter
- Heinrich Homann (1911–1994), Mitbegründer des Nationalkomitees Freies Deutschland, Vorsitzender der NDPD (1972–1989), stellvertretender Vorsitzender des Staatsrates der DDR (1960–1989)
- Richard Karutz (1867–1945), Arzt und Ethnologe
- Edmund Kirchner (um 1817–1895), Landrat in Gehren
- Jens Korn (* 1973), Bürgermeister der Stadt Wallenfels
- Hermann Langness (* 1953), Unternehmer Bartels-Langness
- Albert Lindner (1831–1888), Schriftsteller
- Julius Löbe (1805–1900), Linguist und Theologe
- Bernhard Maempel (1816–1870), Landrat in Sondershausen, Abgeordneter und stellvertretender Präsident des Landtags des Fürstentums Schwarzburg-Sondershausen
- Heinrich Martins (1829–1903), Oberbürgermeister von Glogau, MdHH
- Eduard Mittenzwey (1843–1936), Landgerichtspräsident in Eisenach
- Fritz Möller (1906–1983), Pionier der Strahlungsforschung und Satellitenforschung
- John Muhl (1879–1943), maßgeblicher Landeshistoriker von Danzig
- Fritz Muschel (1885–1965), NS-Verwaltungsbeamter
- Hans Erich Nossack (1901–1977), Schriftsteller
- Paul Petersilie (1897–1968), Ärztefunktionär
- Bernhard Riedel (1846–1916), Ordinarius für Chirurgie in Jena
- Karl Riedel (1883–1949), Jurist und Politiker (DVP, NSDAP, SS)
- Hermann Rittscher (1839–1897), Senator der Hansestadt Lübeck
- Diedrich Sägelken (1816–1891), Schulrektor, Mitglied des Oldenburgischen Landtags
- Johannes Sarnow (1860–1924), Landeshauptmann in Pommern
- August Sartori (1827–1908), Pädagoge
- Arnold Schleiff (1911–1945), Dozent für Theologie an der Albertus-Universität Königsberg
- Peter Schleiff (1910–2011), Hautarzt in Quedlinburg
- Erich Schlüter (1903–1977), Landgerichtspräsident und Ostpolitiker
- Gustav Schmalfuß (1856–1921), Gynäkologe
- Hans Schmalfuß (1894–1955), Chemiker und Hochschullehrer
- Adolf Schmidt (1898–1985), Kreishauptmann im Generalgouvernement
- Franz Heinrich Schröter (1835–1911), Amtsgerichtsrat, MdHdA, MdR
- Hugo Schuchardt (1842–1927), Romanist und Sprachwissenschaftler
- Hans Schwaar (1870–1946), Ministerialbeamter in Mecklenburg
- W. H. Eugen Schwarz (* 1937), Chemiker
- Constantin Sorger (1829–1877), Oberbürgermeister von Gera
- Wilhelm Specht (1874–1945), Psychiater und Kriminalpsychologe in München
- Kurt Täger (1879–1946), Oberbürgermeister in Herne
- Gustav Toepke (1841–1899), Jurist und Historiker
- Karl Ulbricht (um 1843–1913), Kreisdirektor in Zerbst und Ballenstedt
- Hans Wagenführ (1886–1944), Oberbürgermeister von Düsseldorf
- Hermann Friedrich Wendt (1838–1875), Professor für Ohrenheilkunde
- Julius Winckel (1857–1941), Generalkonsul in Triest und Albanien
- Wilhelm Witting (um 1842–1899), Kreisdirektor in Zerbst
- Fedor von Wuthenau (1859–1917), Rittergutsbesitzer, Kammerherr (als Fuchs ausgeschieden)

## Verhältniscorps

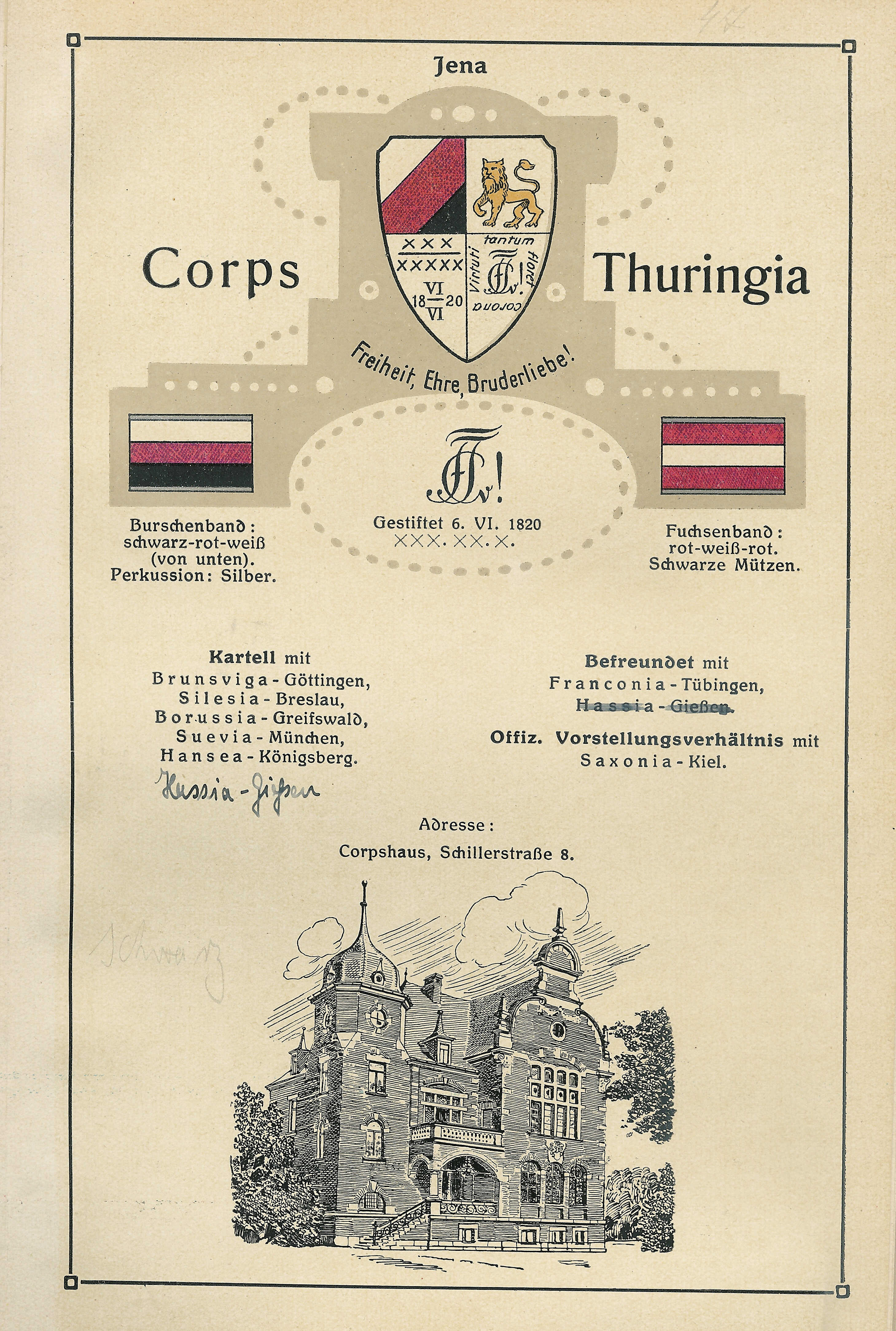
Thuringias Verhältnisse (1912)

Kartelle
Brunsviga Göttingen
Silesia Breslau zu Frankfurt (Oder)
Borussia Greifswald
Suevia München
Hassia-Gießen zu Mainz
Franconia Tübingen
Hansea Königsberg (2001 erloschen)
Befreundete
Suevia Straßburg
Saxonia Kiel
Gothia Innsbruck
Bavaria Würzburg
Lusatia Leipzig